# Аутомат Овен
Овен (енгл. Owen Machine Carbine) је аустралијски аутомат калибра 9x19mm који је 1939. конструисао Евелин Ево Овен. Овен је током Другог светског рата био једини потпуно аустралијски аутомат. Био је у служби Војске Аустралије од 1943. све до средине 1960-их.

## Развој
Прототип у калибру .22 је представљен 24. јуна 1939. године. Аутомат није био прихваћен у аустралијском војном врху, јер тада нису довољно препознали квалитет аутоматског ватреног оружја. Почетком рата Овен је напустио конструисање оружја и ступио у војску. Двије године након тога, Винсент Вардел, у својој приватној кући је осмислио прототип аутомата. Војни кругови и даље су гледали на аутомат с негативне стране али је Влада подржала пројекат.
Избор калибра није још увијек био одређен. Због велике употребе муниције калибра .45 је одлучено да се она искористи за аутомат Овен. За потребе испитивања, Овен је израђен у три калибра, и то: 9x19mm, .38 и .45. Као референтни модели оружја узети су Стен и Томпсон У склопу тестирања, сва оружја су била прекривена блатом и пијеском, с циљем да се што више симулирају услови стварног ратног окружења. Једини аутомат који при овом тесту није имао застоје био Овен, али опет није било прецизирано који ће калибар муниције аутомат користити, након чега је Влада одлучила да то буде 9x19mm.
Производња Овена је поверена предузећу Lysagt из Порт Кембела. Између марта 1942. и фебруара 1943. произведено је 28. 000 аутомата. Касније се испоставило да је прва серија била погрешног типа, те се 10 000 аутомата није могло опремити борбеним комплетом.
Иако тежи од Стена, Овен је убрзо постао омиљено оружје захваљујући својој поузданости. Успјех аутомата је био доказан тиме што се показао изузетно поуздано при употреби у џунглама Пацифика и југоисточне Азије. Аутомат је био виђен у Кореји и у Вијетнаму. У аустралијској војсци се задржао до шездесетих година 20. стољећа када га је замијенио аутомат Ф1.

## Корисници
- Аустралија
- Нови Зеланд
- Холандија
- Родезија
- Уједињено Краљевство